# Spoorlijn Solingen - Wuppertal-Vohwinkel
De spoorlijn Solingen - Wuppertal-Vohwinkel was een Duitse spoorlijn tussen Solingen en Wuppertal. De lijn was als spoorlijn 2734 onder beheer van DB Netze.

## Geschiedenis
Het traject werd door de Preußische Staatseisenbahnen in fases geopend: 
- Solingen Süd - Solingen Wald: 12 februari 1890
- Solingen Wald - Vohwinkel: 15 november 1887

In 1958 werd het gedeelte tussen Solingen Wald en Gräfrath gesloten, op 31 maart 1989 sloot het gedeelte tussen Gräfrath en Vohwinkel, gevolgd door het traject tussen Solingen en Solingen Wald op 15 maart 1996. Thans is de volledige lijn opgebroken en omgevormd tot fiets / wandelweg.

## Aansluitingen
In de volgende plaatsen is of was er een aansluiting op de volgende spoorlijnen:
Solingen Hbf
DB 2675, spoorlijn tussen Solingen en Remscheid
Wuppertal-Vohwinkel
DB 37, spoorlijn tussen Stellwerk 6 en de aansluiting Hammerstein
DB 2525, spoorlijn tussen Neuss en aansluiting Linderhausen
DB 2550, spoorlijn tussen Aken en Kassel
DB 2722, spoorlijn tussen Wuppertal-Vohwinkel en Wuppertal-Varresbeck
DB 2723, spoorlijn tussen Wuppertal-Vohwinkel en Essen-Kupferdreh
DB 2725, spoorlijn tussen Wuppertal-Vohwinkel F8 en Wuppertal-Vohwinkel Vpf
DB 2732, spoorlijn tussen Gruiten en Wuppertal-Vohwinkel
DB 2733, spoorlijn tussen Gruiten en Wuppertal-Vohwinkel